# Francesco Massara
Francesco Massara (Tropea, 1º luglio 1965) è un arcivescovo cattolico italiano, dal 27 luglio 2018 arcivescovo di Camerino-San Severino Marche e dal 27 giugno 2020 vescovo di Fabriano-Matelica.

## Biografia
Originario di Drapia, è nato il 1º luglio 1965 a Tropea, nella diocesi di Mileto-Nicotera-Tropea e in provincia di Vibo Valentia.

### Formazione e ministero sacerdotale
Dopo la maturità classica, ha frequentato l'Università degli Studi di Roma "La Sapienza" e i corsi di biblioteconomia e archivistica presso l'Archivio segreto vaticano. Da alunno del Pontificio Seminario Romano Maggiore ha studiato presso la Pontificia Università Lateranense, dove ha conseguito il baccellierato in teologia (1992) e la licenza in dogmatica (1994).
Il 17 aprile 1993 è stato ordinato presbitero per la diocesi di Mileto-Nicotera-Tropea dal vescovo Domenico Tarcisio Cortese.
Dopo l'ordinazione è stato assistente del Pontificio Seminario Romano Maggiore; successivamente è stato direttore del Centro diocesano vocazioni della diocesi di Mileto-Nicotera-Tropea, dal 1995 al 1998, e parroco presso la parrocchia di San Nicola Vescovo a Vazzano, dal 1996 al 2004. Nel 1996 è diventato anche membro del consiglio presbiterale diocesano, membro del consiglio pastorale diocesano e collaboratore della Caritas diocesana.
Nel 1997 ha fondato diverse cooperative di lavoro diocesane, di cui è stato responsabile fino al 2003.
Nel 1999 è stato nominato responsabile dell'ufficio amministrativo diocesano e nel 2001 revisore dei conti dell'istituto diocesano per il sostentamento del clero; mantiene quest'ultimo incarico fino al 2004 per poi essere nominato nel 2006 economo generale del Pontificio Seminario Romano Maggiore. Ricopre questo ruolo fino al 2017 quando è chiamato a guidare la parrocchia di San Pantaleone Martire a Limbadi e ad assumere gli incarichi di vicedirettore dell'ufficio amministrativo diocesano, membro del consiglio presbiterale e membro del consiglio regionale.

### Ministero episcopale
Il 27 luglio 2018 papa Francesco lo ha nominato arcivescovo di Camerino-San Severino Marche; succede a Francesco Giovanni Brugnaro, dimissionario per raggiunti limiti di età. Riceve l'ordinazione episcopale il successivo 6 ottobre, nella cattedrale di Mileto, dal vescovo Luigi Renzo, co-consacranti gli arcivescovi Francesco Giovanni Brugnaro, Rocco Pennacchio, Giovanni Tani e Vincenzo Bertolone. Il 21 ottobre ha preso possesso canonico dell'arcidiocesi nell'auditorium Benedetto XIII, essendo la cattedrale di Camerino inagibile in seguito al terremoto dell'Italia centrale del 2016.
Il 26 luglio 2019 lo stesso papa lo ha nominato amministratore apostolico di Fabriano-Matelica, dopo la rinuncia del vescovo Stefano Russo, che in precedenza era stato nominato segretario generale della Conferenza Episcopale Italiana.
L'11 febbraio 2020 ha presentato, con il cardinale Gualtiero Bassetti, arcivescovo di Perugia-Città della Pieve, l'ambulatorio della solidarietà presso la Casa di Cura "Clinica Lami", di proprietà delle due arcidiocesi. Si tratta di un ambulatorio per i pazienti indigenti che non possono permettersi una visita specialistica e di conseguenza non possono curarsi.
Nel marzo successivo, a causa dell'epidemia che ha colpito l'Italia e il territorio diocesano, ha donato trentamila euro all'ospedale di Camerino e ha ideato un concorso, dal titolo CoronArt, per i bambini dell'arcidiocesi di Camerino-San Severino Marche e della diocesi di Fabriano-Matelica i quali devono rappresentare quello che vivono in questo periodo attraverso disegni, suoni, video o parole.
Il 27 giugno 2020, avendo papa Francesco unito in persona episcopi l'arcidiocesi di Camerino-San Severino Marche con la diocesi di Fabriano-Matelica, è stato nominato vescovo anche di quest'ultima sede, di cui ha preso possesso canonico il successivo 8 settembre.

## Genealogia episcopale
La genealogia episcopale è:
- Cardinale Scipione Rebiba
- Cardinale Giulio Antonio Santori
- Cardinale Girolamo Bernerio, O.P.
- Arcivescovo Galeazzo Sanvitale
- Cardinale Ludovico Ludovisi
- Cardinale Luigi Caetani
- Cardinale Ulderico Carpegna
- Cardinale Paluzzo Paluzzi Altieri degli Albertoni
- Papa Benedetto XIII
- Papa Benedetto XIV
- Papa Clemente XIII
- Cardinale Marcantonio Colonna
- Cardinale Giacinto Sigismondo Gerdil, B.
- Cardinale Giulio Maria della Somaglia
- Cardinale Carlo Odescalchi, S.I.
- Cardinale Costantino Patrizi Naro
- Cardinale Lucido Maria Parocchi
- Papa Pio X
- Cardinale Gaetano De Lai
- Cardinale Raffaele Carlo Rossi, O.C.D.
- Cardinale Amleto Giovanni Cicognani
- Cardinale Salvatore Pappalardo
- Arcivescovo Vittorio Luigi Mondello
- Arcivescovo Santo Marcianò
- Vescovo Luigi Renzo
- Arcivescovo Francesco Massara